# 20606 Widemann
20606 Widemann (tên chỉ định: 1999 RM214) là một tiểu hành tinh vành đai chính. Nó được khám phá thông qua Chương trình nghiên cứu đối tượng gần Trái Đất của đài thiên văn Lowell ở Anderson Mesa Station ở Coconino County, Arizona, ngày 5 tháng 9 năm 1999. Tênd in honor of Thomas Widemann (b. 1961), a scientist ở Đài thiên văn Paris who is an expert ngày ground-based observations of planetary atmospheres.